# کوردل
کوردل (به آلمانی: Kordel) یک شهر در آلمان است که در Trier-Land واقع شده‌است. کوردل ۲٬۱۷۲ نفر جمعیت دارد.